# Ivo Frol
Ivo Frol, hrvaški pesnik in politik, * 17. julij 1908, Sisek, † 30. julij 1986, Beograd. 
Po maturi je najprej študiral pravo, nato pa hrvaški jezik in južnoslovansko književnost na Filozofski fakulteti v Zagrebu. V začetku tridesetih let 20. stoletja je bil zaradi političnega delovanja sodno preganjan in zaprt. Diplomiral je leta 1936. Po diplomi se je zaposlil kot profesor na Klasični gimnaziji v Zagrebu. Leta 1941 so ga ustaši poslali v koncentracijsko taborišče Jasenovac, v katerem je ostal do izmenjave ujetnikov marca 1943. Po prihodu na prostost se je pridružil partizanom, kjer je vodil izobraževalne in kulturne programe. Leta 1944 je postal podnačelnik Oddelka za šolstvo Pokrajinskega protifašističnega sveta narodne osvoboditve Hrvaške, po koncu vojne pa minister za šolstvo v prvi hrvaški vladi. Nato je do leta 1961 delal na raznih političnih funkcijah. Med leti 1961 do 1972, ko se je upokojil, pa je bil ravnatelj Univerzitetne biblioteke Svetozar Marković v Beogradu.  Ustanovil je časopis Signal, sodeloval pri revijah Izraz, Nauka i život ter drugih. Objavil je naslednja dela: Kristus nad krevetom (Zagreb, 1932), Kako češ pravilno pisati (Zagreb, 1940), O novoj prosvetni politici (Šibenik, 1945),  Pjesme (Zagreb, 1946), Neotpori (Beograd, 1965).